# Conseil des syndicats de Vanuatu
Le Conseil des syndicats de Vanuatu (en anglais, Vanuatu Council of Trade Unions, VCTU) est l'organisation fédératrice des syndicats vanuatais.

## Histoire
Le Vanuatu, ancien condominium franco-britannique des Nouvelles-Hébrides, devient indépendant en 1980 et une loi de 1983 (Trade Union Act) autorise formellement les syndicats ouvriers. Les syndicats sont peu développés au Vanuatu, où la très grande majorité de la population vit en milieu rural et pratique une agriculture de subsistance. Le VCTU participe à un comité tripartite, avec le département du Travail du ministère de l'Intérieur et avec la Chambre de commerce et d'industrie de Vanuatu, pour la résolution des conflits sociaux,.
À la fin de l'année 1993, une grève du service public éclate en revendication de meilleurs salaires. Le VCTU, mené par Obed Massing, est composé à cette date du Syndicat national du travail, dirigé par Ephraim Kalsakau, et de l'Association du Service public, dirigée par Barton Bisiwei. La grève est déclarée illégale par les tribunaux, et des centaines de travailleurs du secteur public (médecins, infirmiers, enseignants, employés des administrations publiques...) sont licenciés par le gouvernement conservateur de Maxime Carlot Korman. Déçus de n'avoir pas été soutenu par les partis d'opposition, le VCTU et ses composantes envisagent alors de créer leur propre parti politique en vue des élections législatives de 1995. De fait, un Parti travailliste de Vanuatu existe déjà depuis 1987, initié à cette date par Ephraim Kalsakau comme parti des mouvements syndicaux, mais n'a jamais obtenu d'élu au Parlement national et est tombé en désuétude. Il renaît à la fin des années 2000, sans grand succès.

## Membres
Le VCTU compte quelque 6 000 adhérents à la veille de la grande grève de 1993-1994, mais en sort très fragilisé en n'en compte plus qu'un millier environ en 2007. En 2013 il en compte 2 388, mais ce nombre est tombé à 1 853 en 2019.
Il rassemble les deux seuls syndicats du pays : le Syndicat national des travailleurs de Vanuatu (Vanuatu National Workers Union, VNWU) et le Syndicat des enseignants de Vanuatu (Vanuatu Teachers Union, VTU),.

## Direction
En date de 2021, Ephraim Kalsakau, député travailliste de 2016 à 2020, est le secrétaire général du VCTU. Loreen Bani, la trésorière du Syndicat des enseignants de Vanuatu, est quant à elle la présidente du VCTU.

## Affiliation
Le Conseil des syndicats de Vanuatu est membre de la Confédération syndicale internationale.